# Mount Martyn
Mount Martyn är ett berg i Antarktis. Det ligger i Östantarktis. Australien gör anspråk på området. Toppen på Mount Martyn är 845 meter över havet.
Terrängen runt Mount Martyn är huvudsakligen kuperad, men åt sydväst är den platt. Trakten är obefolkad. Det finns inga samhällen i närheten.